# هجوم برشلونة 2017
في يوم 17 أغسطس 2017، دهست سيارة من نوع (فان) المارة في شارع لارامبلا، برشلونة، مما أدى إلى مقتل 13 شخصاً جراء الدهس وشخصاً أخر طعناً من سائق المركبة الهارب وإصابة ما لا يقل عن 100 شخصاً بجراح. ثم هرب المشتبه بهم سيرا على الأقدام.
قالت الشرطة الإسبانية انها قبضت على رجلين متورطين في الهجوم وأضافت أن الرجل الأخير قتل في تبادل لاطلاق النار مع الشرطة. وقالت هيئة الإذاعة البريطانية أن تنظيم الدولة الإسلامية تبنى الهجوم. وأفاد بيان الشرطة أن رجلا في العشرينات من العمر من أصول مغربية، قد استأجر سيارة الفان التي كانت يقودها الجناة؛ ونشرت الشرطة صورة له، وبعد إلقاء القبض عليه أخبر الشرطة أن بطاقة تعريف الشخصية الخاص به والمستخدمة في استئجار المركبة قد سرقها أخوه الصغير.
أسفر الهجوم على وفاة ثلاثة ألمان وإسبانيان وإيطاليان وبلجيكي وبرتغالي وأمريكي.
| الجنسية          | القتلى | الجرحى    |
| ---------------- | ------ | --------- |
| ألمانيا          | 3      | 13        |
| إسبانيا          | 2      | غير معروف |
| إيطاليا          | 2      | 3         |
| بلجيكا           | 1      | 2         |
| الولايات المتحدة | 1      | 1         |
| البرتغال         | 1      | 0         |
| فرنسا            | 0      | 26        |
| كوبا             | 0      | 5         |
| الفلبين          | 0      | 4         |
| أستراليا         | 0      | 4         |
| اليونان          | 0      | 3         |
| رومانيا          | 0      | 3         |
| هولندا           | 0      | 3         |
| الجزائر          | 0      | 3         |
| الأرجنتين        | 0      | 2         |
| تايوان           | 0      | 2         |
| الدنمارك         | 0      | 2         |
| مقدونيا          | 0      | 1         |
| فنزويلا          | 0      | 1         |
| بيرو             | 0      | 1         |
| هونغ كونغ        | 0      | 1         |
| روسيا            | 0      | 1         |
| أيرلندا          | 0      | 1         |
| كولومبيا         | 0      | 1         |
| المجر            | 0      | 1         |
| صربيا            | 0      | 1         |
| تركيا            | 0      | 1         |
| إسرائيل          | 0      | 1         |
| غير معروف        | 5      | 43        |
| المجموع          | 15     | ≈130      |

## تفاصيل
في يوم 17 أغسطس من سنة 2017، تحديدا عند 17:20 هاجمت عربة نقل من نوع فيات تالينتو مجموعة من المارين، حيث واصل سائقها مهاجمة الراجلين على مسافة قُدرت ب 530 متر كاملة.
في البداية أعلنت شرطة كتالونيا عن وفاة شخصان، مع حصول العديد من الإصابات والجروح، حيث اعتقد الجميع أن أحد منفذي الهجوم تحصن في مقهى ليلي، لكن تم الإعلان لاحقا أن هذه المعلومة كانت خاطئة.
عند الساعة 17:34 كانت الشرطة قد طوقت محيط الهجوم والواقع قُرب ساحة كتالونيا، كما تم إغلاق المحلات التجارية وتوقفت وسائل النقل العمومية. هذا وقد أعلن عضو مجلس المنطقة والمدعو خواكيم فورن عن وفاة شخص واحد وإصابة 13 آخرين، لكن وسائل إعلام أخرى على غرار الباييس كانت قد أعلنت عن وفاة 13 شخصًا ثم ارتفع العدد فيما بعد إلى 14، وقد تُيقن فيما بعد أن هذه هي الحصيلة النهائية والفعلية لهذا الهجوم الإرهابي على حد تعبيرهم.

## ادعائات
اتهم تنظيم الدولة الإسلامية (داعش) بالوقوف وراء هذه الهجمة، وذلك بسبب اشتراك إسبانيا في التدخل العسكري ضد داعش في سوريا، خصوصا وأن هذه الهجمة كانت مشابهة نسبيا لهجمات باريس 2015.

## التحقيقات
في البداية، أعلنت الشرطة عن تحديد هوية مستأجر المركبة المستخدمة في الهجوم وهو إسباني من أصول مغربية، وبعد إلقاء القبض عليه نفى قطعاً هذا الاتهام مُشيرا في الوقت نفسه أنه كان في ريبوي وقت وقوع الهجمة، وبعد إجراء تحقيق مطول معه تبين أنه لم يكن يتوفر على بطاقة هوية وذلك بسبب سرقة وثائقه من طرف شقيقه البالغ 17 سنة، كما صرحت والدة المتهم أن ليست له أي علاقة مباشرة بهذا الهجوم المدبر.
وفي 18 أغسطس 2017، عند الساعة 01:30 قامت الشرطة الإسبانية بتنفيذ عملية مداهمة في كمبريلز والواقعة على بعد 120 كيلومتر من الجنوب الشرقي لبرشلونة، حيث تم إلقاء القبض على 4 إرهابيين في حين تعرض الخامس لجروح بسبب اشتباكه مع أفراد الشرطة، هذا وقد صرحت هذه الأخيرة أنها متأكدة لدرجة كبيرة وجود علاقة بين هؤلاء الإرهابيين وبين الهجوم الذي حدث مساء اليوم الماضي. لاحقاً، أعلنت الشرطة الأسبانية عن تحديدها لهوية المشتبه به الرسمي في حادثة الدهس، وهو مغربي يدعى يونس أبو يعقوب، وأطلقت حملة واسعة لملاحقته شملت عدة دول أوروبية.
أعلنت الشرطة الأسبانية في 20 أغسطس 2017، عن احباطها للمخطط استخدام أكثر من 120 عبوة متفجرة، كانت تخطط له الخلية الإرهابية التي قامت بالهجوم في برشلونة، والذي كان سيتهدف كنيسة ساغرادا فاميليا.
وفي يوم الإثنين 21 أغسطس 2017، أشار مسؤول حكومي أن المحققين يعتقدون بأن منفذ الهجوم يدعى «يونس أبو يعقوب»، وهو مغربيّ الأصل يبلغ من العمر 22 سنة. وقال رئيس حكومة إقليم كتالونيا، خواكيم فورن، أن كل الأدلة تشير إلى أن أبا يعقوب هو سائق السيارة التي دهست الناس، وأنهم سيوضحون سبب التوصل لهذه النتيجة في وقتٍ لاحق. لكن بالمقابل، لم تحدد الشرطة الإسبانية إذا ما كان أبو يعقوب هو الرجل الذي كان يقود السيارة نظرًا لأنه المشتبه به الوحيد الذي ما يزال طليقًا من بين 12 مشتبهًا آخر ألقي القبض عليهم.

## ردود الفعل

### ردود فعل دولية
- ألمانيا:

أعلنت ألمانيا في وقت لاحق من تاريخ وقوع الهجمة عن تضامنها الكبير مع إسبانيا، وجاء ذلك على لسان المستشارة أنغيلا ميركل التي أدانت وبشدة هذا الفعل الجبان، مُعربة في الوقت نفسه عن كامل تضامنها وتماسكها مع الشعب الإسباني.
- الأرجنتين:

عبر رئيس دولة الأرجنتين ماوريسيو ماكري عبر حسابه في تويتر عن كامل تضامنه ووحدته مع الشعب الإسباني إزاء هذا الحدث الأليم.
- بلجيكا:

عبر وزارة الخارجية البلجيكية على لسان ديدييه رايندرز عن إدانتها الشديدة لهذه الفعلة، مُقدمة في الوقت نفسه أحر التعازي لأهالي عائلة المتوفين وذلك عبر حساب رايندرز على تويتر.
- كندا:

عبر رئيس وزراء كندا جاستن ترودو عبر حسابه في تويتر قائلا: 
- فرنسا:

نشر الرئيس الفرنسي إيمانويل ماكرون تغريدة على حسابه في موقع تويتر: 
- إسرائيل:

كما انضمت إسرائيل لقائمة الدول التي أدانت هذه الهجمة، حيث عبر بنيامين نتنياهو عن قلقه الكبير إزاء تصاعد الهجمات الإرهابية في مختلف أنحاء العالم.
- إيطاليا:

عبر رئيس وزراء إيطاليا باولو جينتيلوني قائلا: 
- المملكة المتحدة:

صرحت بريطانيا على لسان رئيسة الوزراء تيريزا ماي أن بريطانيا ستقف جنبا إلى جنب مع إسبانيا لمحاربة الإرهاب.
- رومانيا:

صرح رئيس وزراء رومانيا عبر حسابه في تويتر مغردا: 
- روسيا:

أدانت روسيا هذه الهجمة الإرهابية على برشلونة، كما عبر فلاديمير بوتين عن تعازيه للشعب الإسباني عامة ولعائلات الضحايا خاصة.
- الاتحاد الأوروبي:

عبر جان كلود جانكر رئيس المفوضية الأوروبية عن تعازيه الحارة لأسر الضحايا، ولماريانو راخوي وكذلك الشعب الإسباني عامة.
- الولايات المتحدة:

غرَّد الرئيس الأمريكي دونالد ترامب على موقع تويتر عارضًا المساعدة على إسبانيا بعد هذا الاعتداء، ثُمَّ أضاف بعد ساعة تغريدة أُخرى قال فيها: «أدرسوا ما فعله الجنرال الأمريكي بيرشنغ بالإرهابيين بعد القبض عليهم. اختفى بعدها إرهاب الإسلام المتطرف لمدة 35 عامُا». وقصد ترامب في تغريدته هذه الإشارة إلى الجنرال جون بيرشنغ الشهير باسم «جاك الأسود - بلاك جاك»، الذي عُين حاكمًا على منطقة مورو الفلبينية ذات الغالبية المسلمة من سنة 1909 إلى 1913 خلال الحرب الإسبانية الأمريكية، وأقدم حينما أعلن المسلمون في المنطقة العصيان والثورة على إعدام 49 منهم برصاصاتٍ مُغمسةٍ بدم الخنزير، في حين أُطلق سراح واحد منهم فقط ليُخبر الناس بما حصل. على أن الكثير من المؤرخين يُشككون بحصول هذه الواقعة.

- إيران:

أدان المتحدث باسم خارجية الجمهورية الاسلامية بهرام قاسمي الأعمال الإرهابية وضد الإنسانية التي ضربت برشلونة الأسبانية، معربا عن مواساته مع الحكومة والشعب وعوائل الضحايا والمصابين في هذه الجريمة المروعة. وقال:«فأن الجمهورية الإسلامية الإيرانية وبصفتها أحد ضحايا الإرهاب، كانت دائما في الخطوط الأمامية في مكافحة الإرهاب والتطرف والاغتيالات، لذا فهي مستعدة لمدّ يد العون والتعاون مع المجتمع الدولي.»

### ردود فعل على مواقع التواصل الاجتماعي
فعل موقع التواصل الاجتماعي فايسبوك خدمة «مراقبة غياب الخطر» (بالإنجليزية: Safety Check)‏ وهي خدمة تُتيح لمستخدمي فايسبوك والمتواجدين في مكان الخطر الإعلان عن عدم إصابتهم بأدى.